# Leiostyla abbreviata
Leiostyla abbreviata es una especie de molusco gasterópodo de la familia Pupillidae en el orden Stylommatophora.

## Distribución geográfica
Es endémica de Portugal. 